# 星际旅行用语列表
星际旅行用语列表是在以《星际旅行：原初系列》系列电视剧自身及其衍生作品的特定用語或术语說明，以便读者查阅。

## 天文

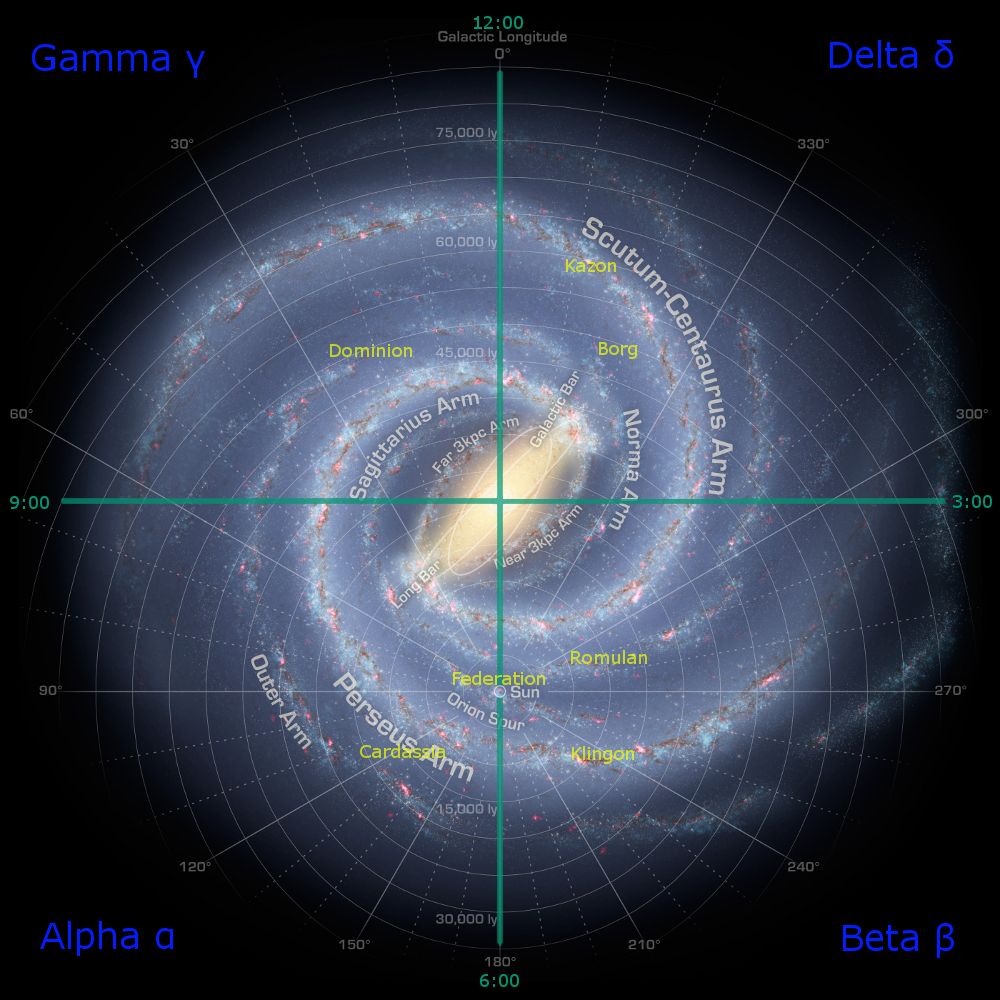
银河系象限

- 象限：象限是银河系的划分方式，银河系被划分成了四个象限，并依照探索顺序，分别命名为第一（阿尔法）、第二（贝塔）、第三（伽马）、第四（德尔塔）象限。
- 星区：星区是象限下的单位。每个象限下又有数千个星区，星区内一般都有几个行星系。

### 天体物理
- 平行空间：平行空间是现实世界中量子物理的一种理论。它认为量子的每一次选择，都会把当前的世界分离为两个世界——最初这个理论的建立是为了解决不确定性原理的。这两个世界会发生退相干作用，成为互不相干的平行世界。用一种通俗的语言来说，假设你希望拔枪杀死一个人，但在你拔枪的瞬间你做出了杀与不杀的选择——于是世界分裂成了你杀死那个人的世界和你没有杀死那个人的世界。
- 时间线：时间线（Timeline）可以理解成四维空间中的时间轴。平行时间线与平行空间适用同一种解释，平行时间线记录的是某个时刻的选择不同后分裂出的世界。
- 子空间：子空间（Subspace）在《星际旅行》中是一种具有特殊性质的额外连续体，它有别于寻常的四维时空连续体。该设定的最初用意是为了回避爱因斯坦相对论中的光速屏障。
- 虫洞：虫洞（Wormhole）又称爱因斯坦-罗森桥，是宇宙中可能存在的连接两个不同时空的狭窄隧道。虫洞是1930年代由爱因斯坦及纳森·罗森在研究引力场方程时假设的，认为透过虫洞可以做瞬时间的空间转移或者做时间旅行。
- 时间旅行：时间旅行（Timetravel）指人或者其它物体由某一时间点移动到另外一个时间点。事实上，所有的人都顺着时间一分一秒的自然前进，所以时间旅行单指违反这种自然时间变化的方式：要不就是大幅度的前往未来，要不就是回到过去。

## 科技

可视化的曲速场。宇宙飞船静止于正常时空的气泡中。

- 曲速：曲速（Warp Drive）是《星际旅行》中被广泛用于太空旅行的一种方法。一艘星舰在曲速状态下可以实现超光速飞行。

曲速
曲速（Warp Drive）是《星际旅行》中被广泛用于太空旅行的一种方法。一艘星舰在曲速状态下可以实现超光速飞行。曲速共分为10级，其中，曲速1级为1倍光速，曲速10级为光速的无限大倍。
曲速最初只是作为一个概念在《原初系列》中提出，但在后来引起了一些物理学家的兴趣，并提出了相似的模型。在《下一代》以后的剧集与电影中，曲速使用了其中的一个模型阿库别瑞引擎的定义。
- - 超曲速：超曲速（Transwarp Drive）一种以远远快于曲速引擎可以达到的速度的引擎，可以在几年内完成百万光年计的旅程。
    - 量子滑流：量子滑流是一种超曲速技术。
    - 超曲速通道：博格人等种族修建或临时制造来进行超曲速飞行的通道。

惯性阻尼器/人工重力
惯性阻尼器是《星际旅行》中太空旅行在加速减速或者受到撞击时保护船员的一种装置。人工重力是在失重环境下模拟行星重力环境的一种装置。两者在物理学来说采用的是完全相同的原理，所以在这里放在一起。两者都是通过生成额外的重力场来工作。由于惯性阻尼器的反应时间不可能为0，所以飞船受到撞击时船员仍然能感受到些许惯性。
传送器
传送器又称作“光波傳送系統”，是《星际旅行》中一种常见的近距离旅行的方式。传送器在最初是为了减少因拍摄太空船登陆场景而设定的；它能将人体或物质分解为量子，并将量子传送到终点后重新组合。传送器违反了量子物理学中的海森堡不确定性原理；因此在《星际旅行》后来的剧集中，采用了一种“海森堡补偿器”来回避对现实物理原理的违背。
复制器
复制机是《星际旅行》中可以称得上革命性的生产工具。因为有复制器的存在，星际联邦才能够保证让社会生产力完全满足公民消费的需求。复制器能在短时间内复制出大量的食物、生活用品等，亦可复制出原子序数较低的元素。
全息技术
全息技术可被用于娱乐、协助人类工作等，可分别将这两中全息程序比拟为现在的电视或电脑游戏与电脑应用程序。不同的是，全息技术可通过建立力场来束缚光子，从而创造出非常拟真的三维空间与三维实体来。由于计算机技术的先进，某些程序独立的全息个体甚至能发展出个人特质来。
在剧集《航海家号》中，航海家号的总医官医生为全息程序，他最后发展出了个人特质。
宇宙翻译器
在《星际旅行》的任意一部原声的剧集或电影中，观者都很难听到英语外的外星语言。这是因为在剧情设定中，星际联邦广泛使用了宇宙翻译器的缘故。宇宙翻译器可以将所有的已知语言翻译为听者所懂的语言，对其余的未知语言亦可通过对簡短幾句話的分析而进行转换。星际舰队成员别在胸前的徽章內置有宇宙翻译器。
三录仪
三录仪在《星际旅行》中几乎是一种万能工具。它可以探测生命信号、入侵操作者指定的计算机系统、对人体进行扫描以检测病患（此类三录仪为专门的医用三录仪）、录音、扫描地形等等。
相位武器
相位武器是《星际旅行》中常见的能量武器。它能发出一种类似于激光的“相位束”，对敌人产生不同程度的烧灼伤害。相位武器可装备在星舰上，亦可作为相位枪配备在人身上；在台湾亦被俗称作“光炮”。
裂解器
实际上，最初在《星际旅行》中出现的一部分虚构科技已然成为或部分成为现实。例如折叠式手机、无针头注射器、声控电脑、生命探测仪（三录仪的功能之一） 等。

## 设施

### 飞船
- 星舰：星舰（Starship）是一种大型的太空飞行器，一般可以进行曲速飞行，常用于跨恒星系飞行，如进取号星舰。
- 穿梭机：穿梭机（Shuttlecraft，Shuttle）是一种小型太空飞行器，常配备在星舰内，一般用于轨道登陆等短距离任务。

### 其他
- 星站：星站（Starbase）是固定在太空中的大型空间站。

## 文化
- 第一次接触：第一次接触是指两个在之前从未见过面的种族或势力，通过双方偶遇或一方访问等方式相互了解到对方的存在。

### 星际联邦
- 星际联邦：星际联邦（United Federation of Planets, UFP）简称星联，是地球等星球组成的联邦，总部设于地球，下辖星际舰队、星际学院和瓦肯科学院。
  - 行星同盟星际联邦的前身，是地球等星球组成的行星间的科技文化军事同盟。
- 星际舰队：星际舰队（Starfleet）是星际联邦的下属舰队，主要执行星际探索为主的科学、外交和军事任务，总部设于地球旧金山。
- 星际学院：星际学院（Starfleet Academy，StarAcademy）星际舰队下属学院，总部设于地球旧金山。
- 瓦肯科学院：瓦肯科学院（Vulcan Science Academy）是星际联邦重要科研基地。
- 最高指导原则：最高指导原则（Prime Directive）是星际舰队执行任务的指导原则中最重要的一条，即不得干涉有知觉并居住于有正常文化发展且拥有自我慎思能力的环境下之外星种族生活与文化发展。